# Bruyères-et-Montbérault
Pour les articles homonymes, voir Bruyère (homonymie).
Bruyères-et-Montbérault  est une commune française située dans le département de l'Aisne, en région Hauts-de-France.
Ses habitants sont appelés les Bruyérois.

## Géographie

### Localisation
Bruyères-et-Montbérault se situe au centre du département de l'Aisne.
La commune se trouve à 5,6 km au sud-est de la ville préfecture, Laon, à 106,7 km au sud-est de la capitale régionale, Amiens, à 39,8 km au nord-ouest de Reims, et à 120,9 km au nord-est de la capitale, Paris.
| Laon               | Laon, Athies-sous-Laon  | Parfondru           |
| Vorges             | Bruyères-et-Montbérault | Chérêt              |
| Presles-et-Thierny | Monthenault, Chamouille | Martigny-Courpierre |

### Hydrographie
La commune est située dans le bassin Seine-Normandie. Elle est drainée par le cours d'eau 01 de la commune de Martigny-Courpierre, le canal 02 de la commune de Laon, le canal 03 de la commune de Parfondru, le canal 06 de la commune de Parfondru, le canal 07 de la commune de Parfondru, le canal du Marais de Bruyères, le cours d'eau 01 de la Vallée Saint-Pierre, le ru de Polton et divers bras du Polton,,.

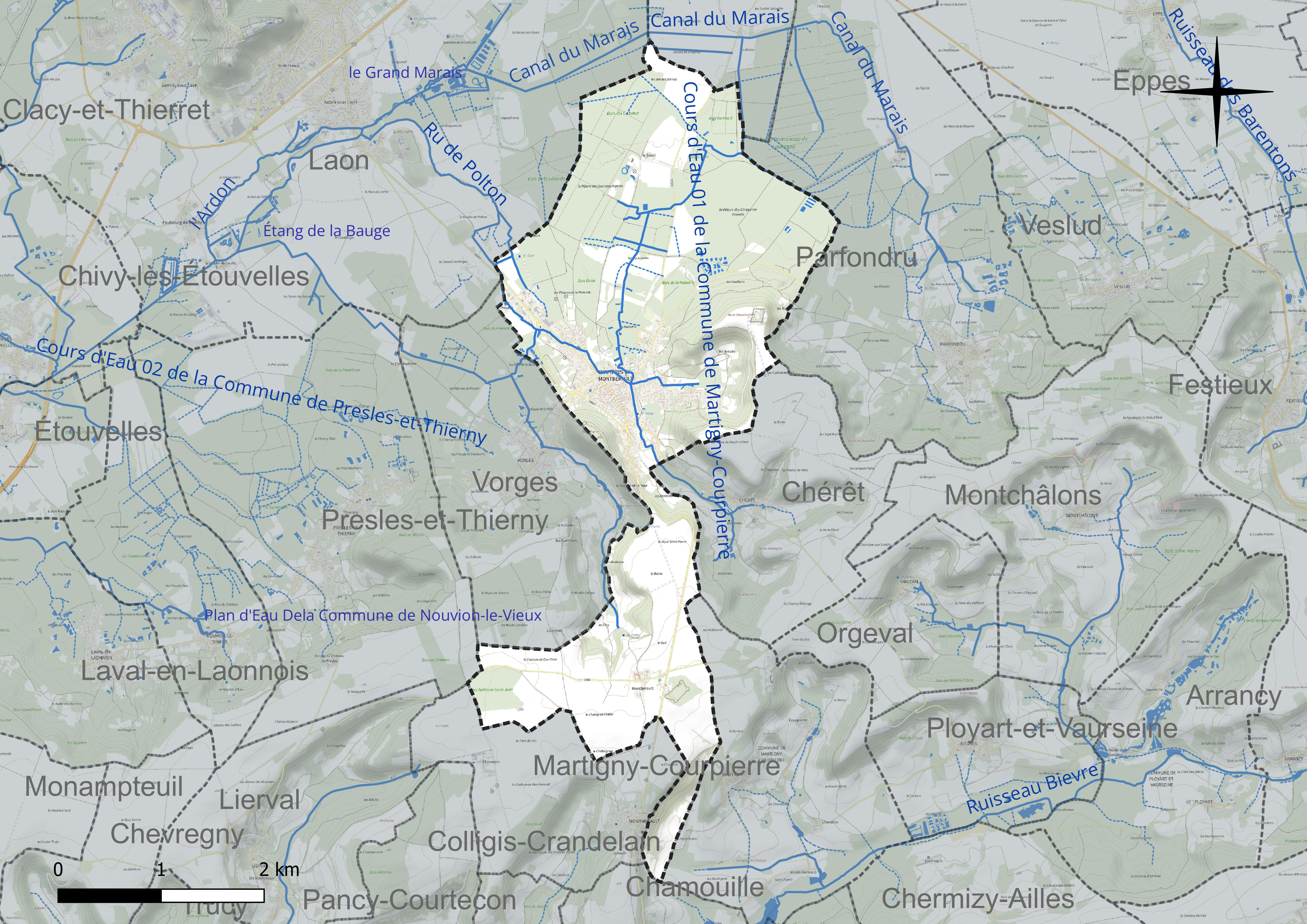
Réseau hydrographique de Bruyères-et-Montbérault.

### Climat
Pour des articles plus généraux, voir Climat des Hauts-de-France et Climat de l'Aisne.
En 2010, le climat de la commune est de type climat océanique dégradé des plaines du Centre et du Nord, selon une étude du CNRS s'appuyant sur une série de données couvrant la période 1971-2000. En 2020, Météo-France publie une typologie des climats de la France métropolitaine dans laquelle la commune est exposée à un climat océanique altéré et est dans la région climatique Nord-est du bassin Parisien, caractérisée par un ensoleillement médiocre, une pluviométrie moyenne régulièrement répartie au cours de l'année et un hiver froid (3 °C).
Pour la période 1971-2000, la température annuelle moyenne est de 10,4 °C, avec  une amplitude thermique annuelle de 14,9 °C. Le cumul annuel moyen de précipitations est de 724 mm, avec 12,5 jours de précipitations en janvier et 8,5 jours en juillet. Pour la période 1991-2020 la température moyenne annuelle observée sur la station météorologique la plus proche, située sur la commune de Martigny-Courpierre à 4 km à vol d'oiseau, est de 10,7 °C et le cumul annuel moyen de précipitations est de 734,4 mm,. Pour l'avenir, les paramètres climatiques de la commune estimés pour 2050 selon différents scénarios d'émission de gaz à effet de serre sont consultables sur un site dédié publié par Météo-France en novembre 2022.

## Urbanisme

### Typologie
Au 1er janvier 2024, Bruyères-et-Montbérault est catégorisée bourg rural, selon la nouvelle grille communale de densité à 7 niveaux définie par l'Insee en 2022.
Elle est située hors unité urbaine. Par ailleurs la commune fait partie de l'aire d'attraction de Laon, dont elle est une commune de la couronne,. Cette aire, qui regroupe 106 communes, est catégorisée dans les aires de 50 000 à moins de 200 000 habitants,.

### Occupation des sols
L'occupation des sols de la commune, telle qu'elle ressort de la base de données européenne d'occupation biophysique des sols Corine Land Cover (CLC), est marquée par l'importance des forêts et milieux semi-naturels (47,9 % en 2018), une proportion sensiblement équivalente à celle de 1990 (48,2 %). La répartition détaillée en 2018 est la suivante : forêts (47,9 %), terres arables (25,2 %), zones agricoles hétérogènes (18,8 %), zones urbanisées (8,1 %).
L'évolution de l'occupation des sols de la commune et de ses infrastructures peut être observée sur les différentes représentations cartographiques du territoire : la carte de Cassini (XVIIIe siècle), la carte d'état-major (1820-1866) et les cartes ou photos aériennes de l'IGN pour la période actuelle (1950 à aujourd'hui).

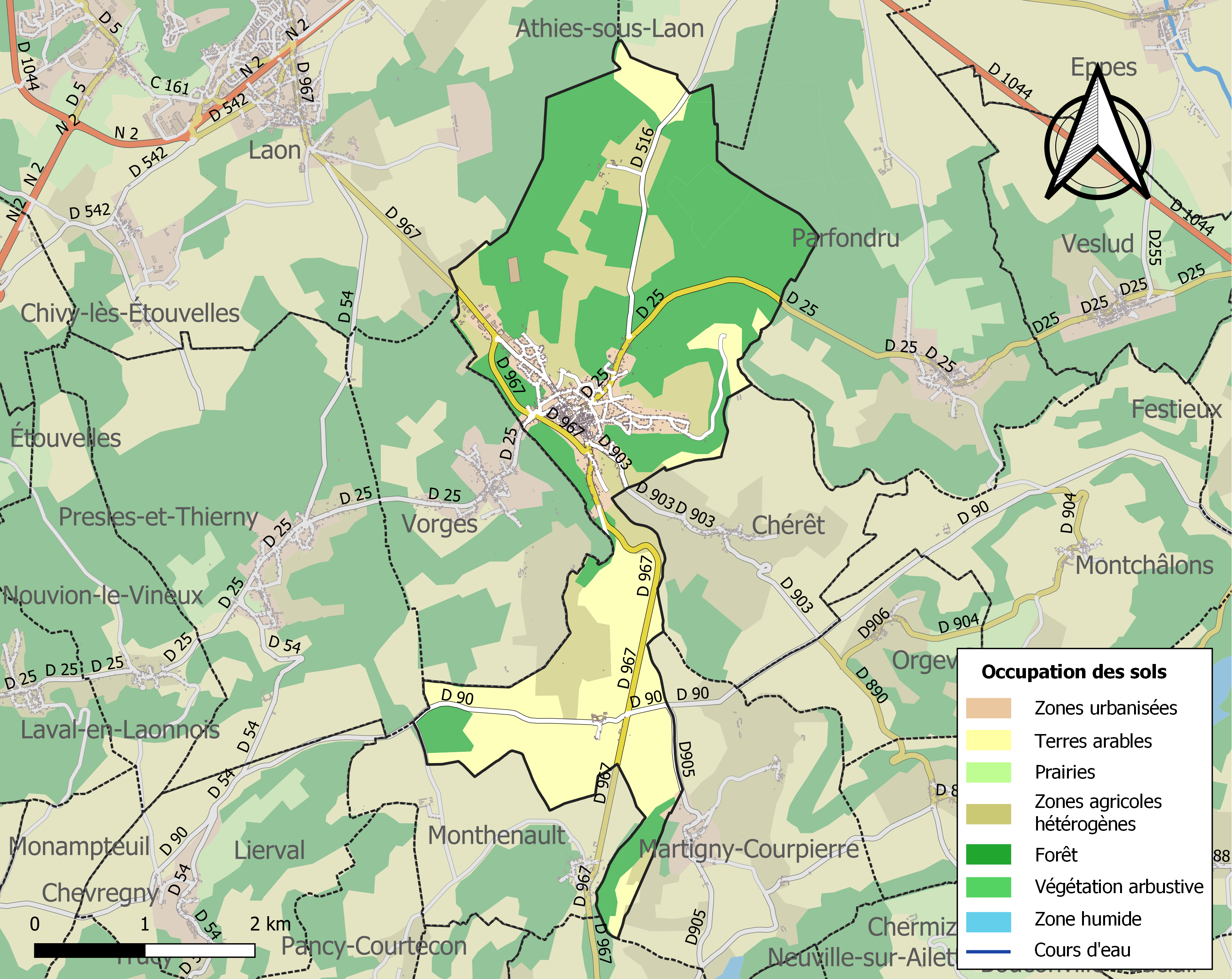
Carte des infrastructures et de l'occupation des sols de la commune en 2018 (CLC).

## Toponymie
Le village a porté le nom de Bruerie (1098) ; Bruerie-in-Rochefort (1160) ; Bruere (1160) ; Brueria (1173) ; Brueries-subtus-Laudunum (1239) ; Bruerie-in-Laudunesio (1254) ; Bruieres-en-Loonois (1326) ; Brueres-en-Laonnois (1330) ; Bruieres (1340) ; Bruyère (1341) ; Bruieres-en-Loenois, Bruiers (1353) ; Bruieres-en-Laonnois (1355) ; Bruierez (1365) ; Bruierez-en-Laonnois (1371) ; Brueres (1389) ; Bruiere (1440) ; Bruyères-en-Lannoys (1522) ; Bruyères-soubz-Laon (1534) ; Bruyerres (1536) ; Bruyères-en-Vermandois (1544) ; Bruyères-en-Laonnoys (1563) ; Bruier (1569) ; Brueres-en-Laonois (1584) et regroupait les hameaux de Chéret, Chérégel, Vorges ou Valbon.

Pluriel de l'oïl bruyère. (Bruærium, lieu plein de bruyères ).
Montbérault, ancien hameau de la commune, est attesté sous les formes Alodium de Beroudi curte (1125) ; Monsberoldi (1160) ; Monberot (1181) ; Monberout (1243) ; Montberout (1230) ; Montberoud (1237) ; Monberaut (1247) ; Montberault (1405) ; Momberaut (1416) ; Monsberaldi (1642) ; Saint-Montain-de-Montbéraut (1671) ; Monberau (1671) ; Montberau (1691).

## Histoire

### Moyen Âge
Au XIe siècle, la ville est un doyenné de l'évêché de Laon.
En 1130, la ville devient une commune libre [réf. nécessaire] par une charte d'affranchissement du roi Louis VI le Gros.
L'église bâtie de robuste façon, avec son clocher fortifié du XIIIe siècle, fait aussi partie des fortifications de la ville qui a alors trois portes. Ce Petit-fort est ensuite agrandi pour entourer toute la ville en 1350 de ses huit tours et trois portes.
Au cours de la guerre de Cent Ans, les Anglais ont pris la ville lors des chevauchées de 1358, 1359 et de 1373.

### Époque moderne
Le 10 novembre 1567, quatre cents huguenots allemands prennent la ville[réf. nécessaire], brûlent l'église dont la nef s'effondre sur le doyen[réf. nécessaire]. Les habitants réfugiés dans les caves du Mont-Pigeon sont massacrés. Lors de la huitième guerre de Religion, des ligueurs ravagent le Laonnois et prennent Bruyères en 1587. Puis en 1652 avec la Fronde, les Espagnols font de même.
Sous l'Ancien Régime, Bruyères est le chef-lieu d'un doyenné de même nom, dépendant de l'archidiaconé de Laon et du diocèse de Laon. Montbérault est lui une succursale, dont l'église est placée sous le vocable de Saint-Montain. Cette succursale dépendait de la paroisse de Monthenault et des mêmes circonscriptions ecclésiastiques que Bruyère.
Entre 1795 et 1800, Bruyères absorbe Montbérault.

### Époque contemporaine
Lors de la Première Guerre mondiale, la ville est fortement endommagée et perd une grande partie de ses archives municipales et paroissiales.
Le village est considéré comme détruit à la fin de la guerre et a  été décoré de la Croix de guerre 1914-1918, le 22 octobre 1920.
Le 16 mai 1940, veille de la bataille de Montcornet, le colonel de Gaulle dort dans la commune, comme le rappelle une plaque figurant sur la façade de la maison dans laquelle il passa la nuit.

## Politique et administration

### Rattachements administratifs et électoraux
La commune se trouve dans l'arrondissement de Laon du département de l'Aisne. Pour l'élection des députés, elle fait partie depuis 2012 de la Première circonscription de l'Aisne.
Après avoir été chef-lieu de canton de 1793 à 1801, elle est rattachée jusqu'en 1973 au canton de Laon, année où celui-ci est scindé, et la commune rattachée au canton de Laon-Sud. Dans le cadre du redécoupage cantonal de 2014 en France, la commune fait désormais partie du canton de Laon-2

### Intercommunalité
La commune était membre de la communauté de communes du Laonnois, créée fin 1992. Celle-ci se transforme en communauté d'agglomération le 1er janvier 2014 et prend sa dénomination actuelle de communauté d'agglomération du Pays de Laon.

### Administration locale
Le nombre d'habitants de la commune étant compris entre à 1 500 et 2 499, le nombre de membres du conseil municipal est de dix-neuf.

### Enseignement

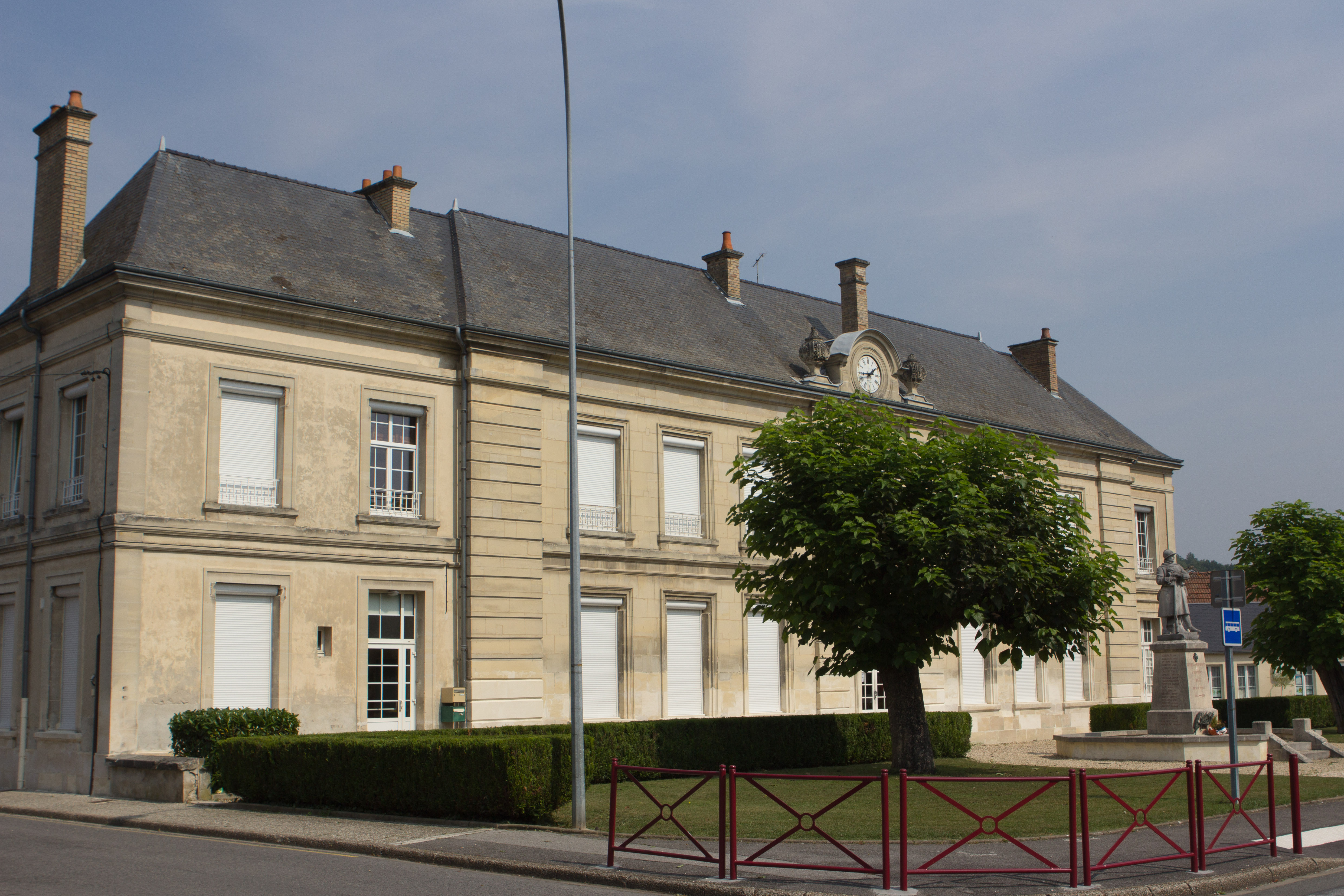
Groupe scolaire de Bruyères-et-Montbérault.

### Liste des maires
| Période                                  | Période                       | Identité                                                        | Étiquette | Qualité                                                                                              |
| ---------------------------------------- | ----------------------------- | --------------------------------------------------------------- | --------- | --- |
| Les données manquantes sont à compléter. |                               |                                                                 |           | |
| 1831                                     | 1855                          | Jean Pierre Petit                                               |           | |
| 1855                                     | 1873                          | Jean François Housset                                           |           | |
| 1873                                     | 1887                          | Édouard Aristide Housset                                        |           | |
| 1887                                     |                               | Pierre Louis Hubert Chaudrillier                                |           | |
| 1890                                     | 1892                          | Louis-Ange Desharbes                                            |           | |
| 1892                                     | ?                             | Charles Devauchelle                                             |           | |
| 1912                                     | 1920                          | Gustave Pouillart                                               |           | |
| 1920                                     | juin 1924 (démission)         | Arthur Guillaumme                                               |           | |
| 1924                                     |                               | Albert Payen fait fonction                                      |           | |
| 19 juillet 1924                          | 1929                          | Albert Payen                                                    |           | |
| 1929                                     | 1937 (décès)                  | Arthur Bette Armand                                             |           | |
| 1937                                     | 1940 (décès)                  | Arthur Guillaume                                                |           | |
| 1940                                     |                               | Armand Noulet (intérim, Gaston Vandorme fait fonction de maire) |           | |
| 1944                                     | 1945                          | Gaston Vandorme est maintenu dans ses fonctions.                |           | |
| 18 mai 1945                              | 1946                          | Paul Riquet                                                     |           | |
| 1946                                     | 1948                          | Albert Constant                                                 |           | |
| 1948                                     | 1950 démission le 2 octobre)  | Paul Gleize                                                     |           | |
| 1950                                     | 1955                          | René Giordani                                                   |           | |
| 1955                                     | 1967 (décès le 17 août)       | Gaston Vandorme                                                 |           | |
| 1967                                     | 1977                          | Norbert Chaila                                                  |           | |
| 1977                                     | janvier 2017                  | Gérard Dorel                                                    | PS        | Retraité de l'enseignement Vice-président de la Com de Com du Laonnois (2008 → 2014) Démissionnaire  |
| janvier 2017                             | En cours (au 11 juillet 2020) | Marie-Pierre Tokarski                                           |           | Secrétaire-rédactrice à la Banque de France Conseillère communautaire Réélu pour le mandat 2020-2026 |

## Population et société

### Démographie
L'évolution du nombre d'habitants est connue à travers les recensements de la population effectués dans la commune depuis 1793. Pour les communes de moins de 10 000 habitants, une enquête de recensement portant sur toute la population est réalisée tous les cinq ans, les populations de référence des années intermédiaires étant quant à elles estimées par interpolation ou extrapolation. Pour la commune, le premier recensement exhaustif entrant dans le cadre du nouveau dispositif a été réalisé en 2005.

En 2022, la commune comptait 1 419 habitants, en évolution de −7,5 % par rapport à 2016 (Aisne : −1,97 %, France hors Mayotte : +2,11 %).
| 1793  | 1800  | 1806  | 1821  | 1831  | 1836  | 1841  | 1846  | 1851  |
| ----- | ----- | ----- | ----- | ----- | ----- | ----- | ----- | ----- |
| 1 000 | 1 037 | 1 043 | 1 067 | 1 205 | 1 168 | 1 195 | 1 126 | 1 129 |

| 1856  | 1861  | 1866  | 1872  | 1876  | 1881 | 1886 | 1891 | 1896 |
| ----- | ----- | ----- | ----- | ----- | ---- | ---- | ---- | ---- |
| 1 089 | 1 073 | 1 028 | 1 046 | 1 018 | 975  | 995  | 983  | 944  |

| 1901 | 1906 | 1911 | 1921 | 1926 | 1931 | 1936 | 1946 | 1954 |
| ---- | ---- | ---- | ---- | ---- | ---- | ---- | ---- | ---- |
| 957  | 894  | 946  | 675  | 873  | 902  | 869  | 918  | 926  |

| 1962  | 1968  | 1975  | 1982  | 1990  | 1999  | 2005  | 2006  | 2010  |
| ----- | ----- | ----- | ----- | ----- | ----- | ----- | ----- | ----- |
| 1 030 | 1 073 | 1 108 | 1 269 | 1 410 | 1 512 | 1 552 | 1 579 | 1 576 |

| 2015  | 2020  | 2022  | - | - | - | - | - | - |
| ----- | ----- | ----- | - | - | - | - | - | - |
| 1 532 | 1 447 | 1 419 | - | - | - | - | - | - |

## Culture locale et patrimoine

### Lieux et monuments

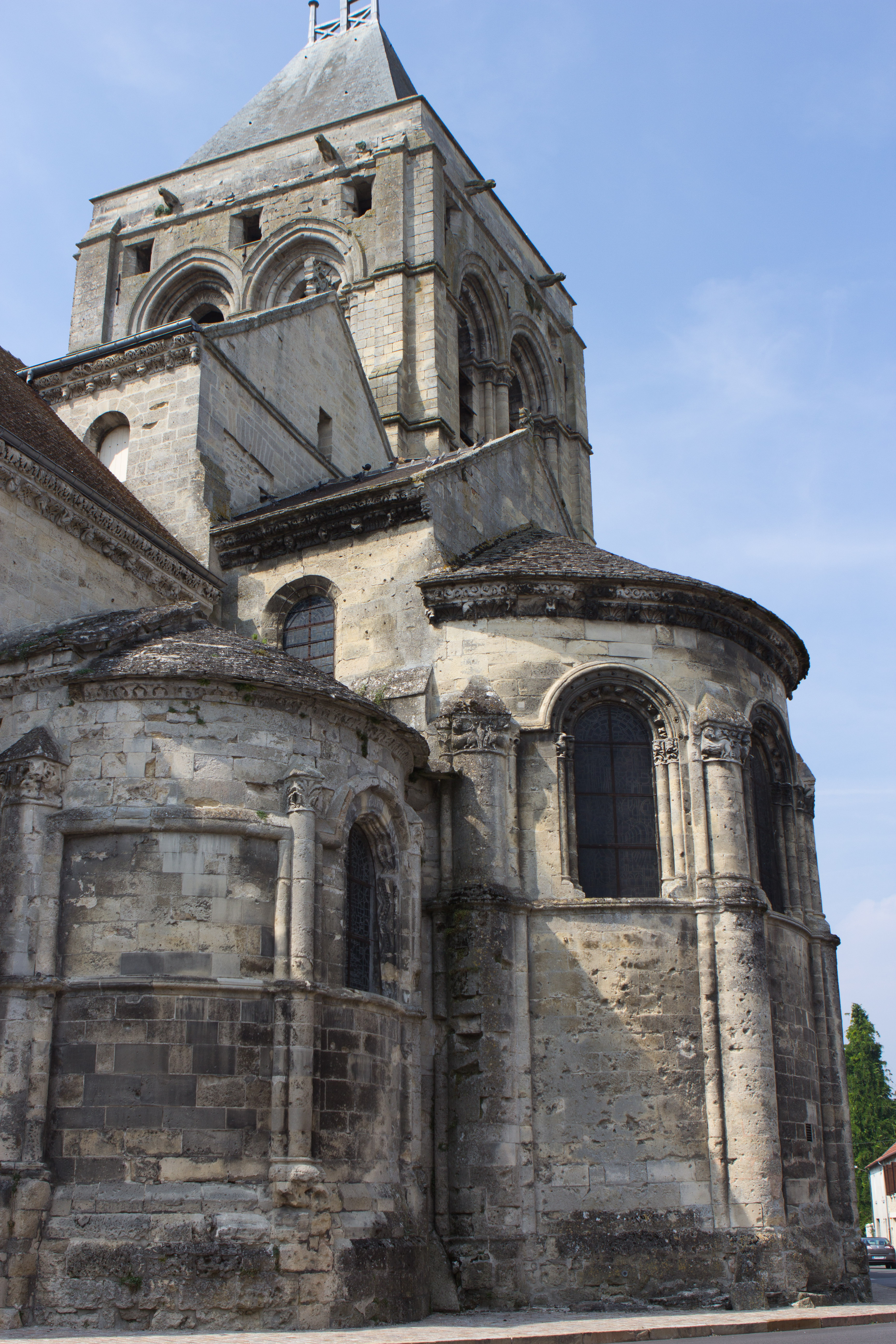
Église Notre-Dame de Bruyères-et-Montbérault.

- L'église Notre-Dame est classée Monument historique depuis 1922[45].
- La batterie de Bruyères, construite entre 1878 et 1882, faisait partie du système Séré de Rivières. Elle participait à la seconde ligne de fortification et défendait Laon. Elle est entretenue par une association[46].

### Personnalités liées à la commune
- Charles-Louis Thérémin d'Hame (1806-1870)[47], général français inhumé dans la commune, défenseur de la forteresse de Laon en 1870.
- Arsène Houssaye, écrivain, y est né le 28 mars 1814.
- Édouard Houssaye, journaliste, y est né en 1829 et fut maire de cette ville.
- Fernand Pinal (1881-1958), artiste peintre, y est né. Entre autres musées, ceux de Laon, Meaux et Château-Thierry conservent de ses œuvres.
- Charles Charpentier, poète et historien, y est né en 1855.

## Pour approfondir